# Bleach (film)
Bleach (jap. ブリーチ Burīchi) – japoński film z 2018 roku na podstawie mangi o tym samym tytule. Za reżyserię odpowiadał Shinsuke Satō, za scenariusz Satō i Daisuke Habara, za produkcję Warner Bros. Pictures Japan i Cine Bazar, a za dystrybucję Warner Bros. Pictures. Premiera w japońskich kinach odbyła się 20 lipca 2018.
14 września 2018 film został udostępniony w serwisie Netflix.

## Fabuła
Ichigo Kurosaki to piętnastoletni uczeń liceum, który mieszka w mieście Karakura wraz ze swoim ojcem, Isshinem, oraz młodszymi siostrami bliźniaczkami, Karin i Yuzu. Posiada on również zdolność widzenia duchów, co przyciąga uwagę młodej kobiety w czarnym kimonie, uzbrojonej w katanę. Przedstawia się ona jako Rukia Kuchiki, wyjaśniając Ichigo, że jest shinigami, psychopompem, który prowadzi zmarłych do Soul Society i oczyszcza tych, którzy pozostali wśród żywych i przekształcili się w potworne istoty zwane hollowami. W tym czasie hollow, na którego polowała Rukia, zwany Fishbone D, atakuje dom Ichigo po wyczuciu jego silnej energii duchowej. Rukia zostaje ranna podczas próby ochrony rodziny Kurosakich i jest zmuszona przekazać swoje moce zdesperowanemu Ichigo, aby mógł pokonać hollowa jako shinigami. Następnego dnia Ichigo odkrywa, że Rukia zapisała się do jego klasy, a także dowiaduje się, że straciła swoje moce, więc musi służyć jako jej zastępca, dopóki nie zgromadzi wystarczającej ilości energii reiyoku z pokonywania hollowów, aby przenieść moce Rukii z powrotem do niej.
Tymczasem kapitan shinigami, Byakuya Kuchiki, starszy brat Rukii, wysyła swojego porucznika Renjiego Abaraia, aby ją sprowadził. Dochodzi do krótkiej potyczki między Ichigo a Renjim, zanim ten drugi zostaje zmuszony do odwrotu przez strzały wystrzelone przez kolegę z klasy Ichigo, Uryū Ishidę. Uryū ujawnia, że jest członkiem plemienia duchowo świadomych ludzi zwanych quincy, które zostało niemal całkowicie wytępione przez shinigami, ponieważ quincy niszczą hollowy, zamiast je oczyszczać. Uryū ogłasza się wrogiem wszystkich shinigami i wyzywa Ichigo na pojedynek w polowaniu na hollowy, celowo przywołując je do miasta Karakura.
Podczas walki Ichigo i Rukii z hollowem o imieniu Hexapodus, naprzeciw nich stają Renji i Byakuya. Po tym, jak Renji pokonuje Ichigo, Byakuya gani Rukię za złamanie praw Soul Society poprzez przekazanie swoich mocy Ichigo i stawia jej ultimatum: albo wydobędzie swoją energię reiryoku z Ichigo, albo wróci do Soul Society, by stanąć przed sądem i zostać ukaraną. Pierwsza opcja oznaczałaby śmierć Ichigo, ponieważ nie zgromadził on jeszcze wystarczającej ilości energii, by przeżyć. W związku z tym Rukia godzi się na karę. Jednak w ostatniej chwili Ichigo powstrzymuje ją i zawiera układ z Byakuyą, obiecując oczyścić niesławnego hollowa imieniem Grand Fisher, aby zdobyć wystarczającą ilość reiryoku do bezpiecznego jej przekazania.
Gdy intensywne treningi Ichigo do nadchodzącego starcia zwracają uwagę jego kolegów z klasy, Yasutory Sado i Orihime Inoue, ten dowiaduje się, że Grand Fisher był tym, który zabił jego matkę Masaki, gdy był dzieckiem. Podczas odwiedzin na grobie Masaki, Karin i Yuzu zostają zaatakowane przez Grand Fishera. Ichigo udaje się uwolnić swoje siostry, po czym staje do wyniszczającej walki z Grand Fisherem. Z pomocą Uryū pokonuje hollowa, lecz obaj zostają nagle zaatakowani, a Uryū zostaje ranny przez Renjiego, który wraz z Byakuyą postanowił wycofać się z ich umowy. Choć Ichigo udaje się pokonać Renjiego, Byakuya wkracza do akcji i z miażdżącą szybkością pokonuje Ichigo. Rukia interweniuje, przekonując Byakuyę, by oszczędził Ichigo, po czym wyciąga z niego swoją energię reiryoku, żegnając się z nim. Następnego dnia, pod wpływem działań Soul Society, wszyscy mieszkańcy miasta Karakura zapominają o Rukii, a szkody w mieście spowodowane walką z Grand Fisherem zostają wytłumaczone tornadem. Jednak Ichigo zauważa notatkę, którą Rukia zostawiła w jego książce, i zdaje się odzyskiwać swoje wspomnienia.

## Obsada
- Sōta Fukushi jako Ichigo Kurosaki
- Hana Sugisaki jako Rukia Kuchiki
- Erina Mano jako Orihime Inoue
- Ryō Yoshizawa jako Uryū Ishida
- Yu Koyanagi jako Yasutora Sado
- Taichi Saotome jako Renji Abarai
- Miyavi jako Byakuya Kuchiki
- Seiichi Tanabe jako Kisuke Urahara
- Yōsuke Eguchi jako Isshin Kurosaki
- Masami Nagasawa jako Masaki Kurosaki
- Miyu Ando jako Karin Kurosaki
- Kokoro Hirasawa jako Yuzu Kurosaki

## Produkcja
W 2008 roku Tite Kubo stwierdził, że chciał, aby Bleach był doświadczeniem, które można zaznać tylko poprzez czytanie mangi, odrzucając pomysły na stworzenie jakichkolwiek adaptacji live action tej serii. Jednak gdy ogłoszono adaptację filmową, Kubo postanowił zaangażować się w jej produkcję, aby zapewnić wierność mandze i anime, tak aby zarówno starzy, jak i nowi fani mogli się nią cieszyć. Dodał, że jedynym jego zmartwieniem był kolor włosów Ichigo, które w mandze i anime mają jaskrawy odcień pomarańczowego. Powiedział: „Jeśli ten kolor pojawi się w filmie aktorskim, to będzie dziwne, więc zastanawiam się, co z tym zrobią!”. Odnośnie tego, czego fani mogą spodziewać się po adaptacji filmowej, Sōta Fukushi, który wcielił się w Ichigo, stwierdził, że film będzie zawierał „potworne hollowy, nieziemskie Soul Society oraz destrukcyjne techniki walki mieczem Zanpakuto”.
W 10. numerze magazynu „Shūkan Shōnen Jump” z 2018 roku opublikowano wizualizację Rukii Kuchiki, ujawniając, że w postać tę wcieli się Hana Sugisaki. W marcu 2018 oficjalne konto filmu na Twitterze ujawniło, że Uryū Ishidę, Renjiego Abaraia i Byakuyę Kuchikiego zagrają odpowiednio Ryō Yoshizawa, Taichi Saotome i Miyavi. W maju 2018 ujawniono kolejnych członków obsady, w której znaleźli się Erina Mano, Yu Koyanagi, Seiichi Tanabe, Yōsuke Eguchi i Masami Nagasawa, którzy wcielili się w postacie Orihime Inoue, Yasutory Sado, Kisuke Urahary, Isshina Kurosakiego i Masaki Kurosaki.

## Wydanie
6 lipca 2017 opublikowano teaser zapowiadający film, a także plakat. 5 lutego 2018 ujawniono, że premiera filmu w Japonii odbędzie się 20 lipca tego samego roku. 21 lutego opublikowano zwiastun zapowiadający film, który został pochwalony za wierną adaptację pierwszego rozdziału serii. W kwietniu opublikowano pierwszy oficjalny zwiastun, który ujawnił również piosenkę przewodnią filmu w wykonaniu zespołu Alexandros, zatytułowaną „Mosquito Bite”. W czerwcu 2018 Warner Bros. Japan opublikowało ostateczny zwiastun filmu, który potwierdził, że głównym antagonistą filmu jest hollow Grand Fisher.
14 września 2018 film został udostępniony na platformie Netflix.

## Odbiór
Według stanu na 7 sierpnia 2018 Bleach zarobił 448 895 200 jenów w japońskim box office. Film zadebiutował na 4. miejscu w weekend otwarcia, zarabiając 135 milionów jenów od piątku do niedzieli. W drugim weekendzie spadł na 5. miejsce, zarabiając dodatkowe 64 199 600 jenów. W trzecim weekendzie Bleach wypadł z pierwszej dziesiątki i zarobił 23 459 400 jenów. W Chinach film zarobił 482 325 dolarów.